# Санту-Аугусту
Санту-Аугусту (порт. Santo Augusto) — муниципалитет в Бразилии, входит в штат Риу-Гранди-ду-Сул. Составная часть мезорегиона Северо-запад штата Риу-Гранди-ду-Сул. Входит в экономико-статистический микрорегион Ижуи. Население составляет 13 622 человека на 2007 год. Занимает площадь 468,019 км². Плотность населения — 29,1 чел./км².

## История
Город основан 17 февраля 1959 года.

## Статистика
- Валовой внутренний продукт на 2003 составляет 179 734 477,00 реалов (данные: Бразильский институт географии и статистики).
- Валовой внутренний продукт на душу населения на 2003 составляет 12 736,29 реала (данные: Бразильский институт географии и статистики).
- Индекс развития человеческого потенциала на 2000 составляет 0,766 (данные: Программа развития ООН).

## География
Климат местности: субтропический гумидный.